# Lantadilla
Lantadilla és un municipi de la província de Palència a la comunitat autònoma de Castella i Lleó (Espanya). És proper als municipis d'Osornillo, Frómista, Osorno, Melgar de Yuso, Itero de la Vega, Palacios de Riopisuerga, Arenillas de Riopisuerga, Itero del Castillo i Melgar de Fernamental.

## Demografia
| 1900  | 1930  | 1960 | 1996 | 2001 | 2002 | 2003 | 2004 | 2005 | 2006 |
| ----- | ----- | ---- | ---- | ---- | ---- | ---- | ---- | ---- | ---- |
| 1.113 | 1.079 | 990  | 572  | 492  | 486  | 475  | 456  | 434  | 419  |